# في الجول
في الجول هو موقع رياضي مصري، تملكه وتديره شركة سرمدي، وهي شركة تابعة لفودافون مصر، التركيز الرئيسي لموقع في الجول هو أخبار كرة القدم.

## التغطية
يغطي موقع في الجول الدوري المصري والدوري السعودي والدوريات الأوروبية، بالإضافة إلى دوري أبطال أوروبا وكأس الأمم الإفريقية وكأس العالم لكرة القدم وغيرها من المسابقات الدولية.
يقدم الموقع أخبارا يومياً إلى جانب مقالات رأي ومقابلات مع كل من اللاعبين والمدربين. مع خدمات تتراوح من التعليق والتحليل الإذاعي عبر الإنترنت، وقسم تحليل الزوار الخاص، ومعاينات المباريات والمراجعات.
و يتم نشر موقع في الجول باللغتين العربية والإنجليزية.

## وصلات خارجية
- الموقع الرسمي